# Цетина
43°26′ пн. ш. 16°41′ сх. д. / 43.433° пн. ш. 16.683° сх. д.
Цетина (хорв. Cetina) — річка в Хорватії.
Довжина — 105 км. Впадає в Адріатичне море. Річка знаменита своїм мальовничим міжгір’ям з бурхливою течією.

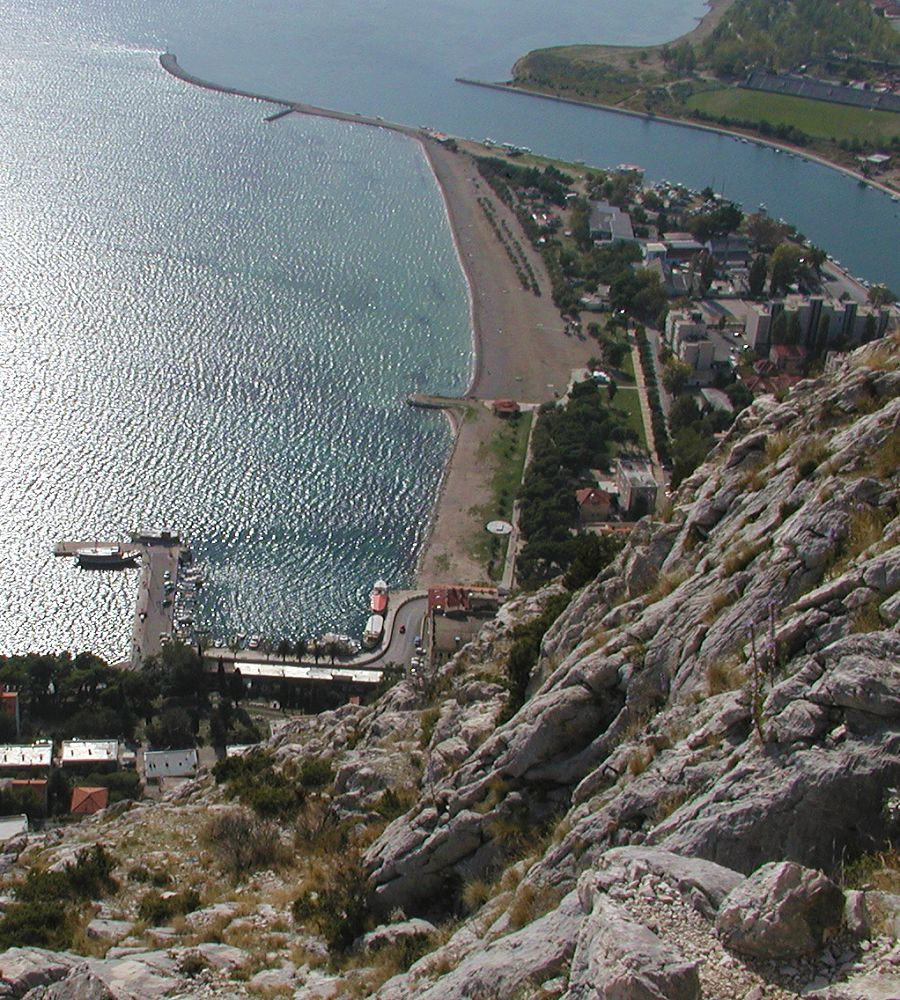
Вид на гирло Цетини з фортеці Оміша

На Цетині розташовані міста Триль (хорв. Trilj) і Оміш (хорв. Omiš).

## Географія протікання
Річка починається за сім кілометрів від маленького села Цетина на схилах Динарського нагір'я на висоті 385 метрів над рівнем моря поряд з кордоном Боснії і Герцеговини. За 20 кілометрів від витоку на річці утворено велике водосховище Перуча, зване також hr. Довжина водосховища становить близько 18 кілометрів.
Після витоку з водосховища річка тече на південний схід, протікаючи повз місто Триль і кілька сіл. Швидкість течії дуже велика, на цій ділянці на річці побудовано декілька невеликих гідроелектростанцій.
Біля села Задвар'є річка різко повертає на південний захід і починає пробиватися крізь суцільний гірський масив, що відокремлює від континенту вузьку смужку південного адріатичного узбережжя, утворюючи знамениту Цетинського ущелину. Ущелина є одним з нечисленних шляхів, що з'єднують південне узбережжя з іншою частиною країни, і є найзручнішим серед них, що з давніх-давен робило його стратегічно важливим торговим і військовим шляхом. На північ від ущелини розташований хребет Мосор, а на південь — хребет Біоково.

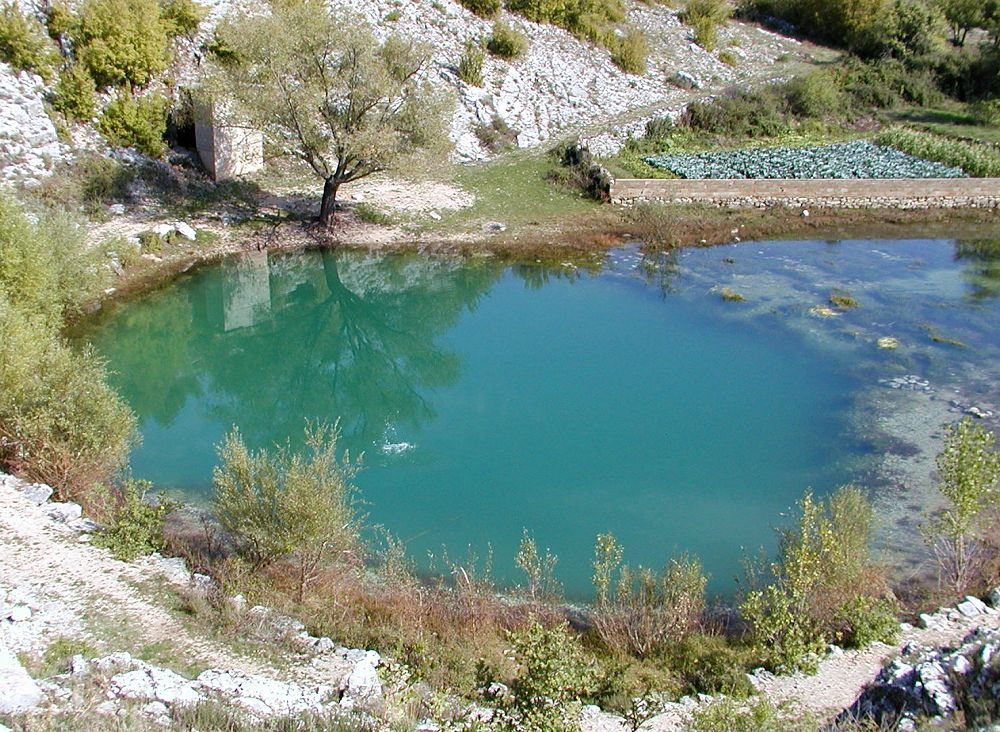
Гирло Цетини

Річка тече в каньйоні дуже швидко, утворюючи численні пороги і водоспади. Найбільший водоспад — Велика Губавіца (48 м) знаходиться у верхній частині ущелини.
У місці впадання річки в Адріатичне море стоїть місто Оміш. Над містом — залишки фортеці Стари Град, що контролювала вихід з ущелини Цетини.

## Археологія
У ході археологічних розкопок по берегах Цетини були виявлені важливі знахідки від епохи раннього неоліту до епохи раннього бронзової доби (hr). Також на берегах річки збереглися залишки декількох римських фортець, що прикривали вхід в стратегічно важливу Цетинську ущелину.

## Туризм
Мальовничі пейзажі, види скелястих стін ущелини і водоспадів залучають сюди числе́нних туристів. Цетіна - одне з найпопулярніших місць для рафтингу в Хорватії. У Цетинській ущелині кіностудія ДЕФА (НДР) знімала деякі фільми зі свого знаменитого циклу про індіанців.